# サイアナ (深海探査艇)

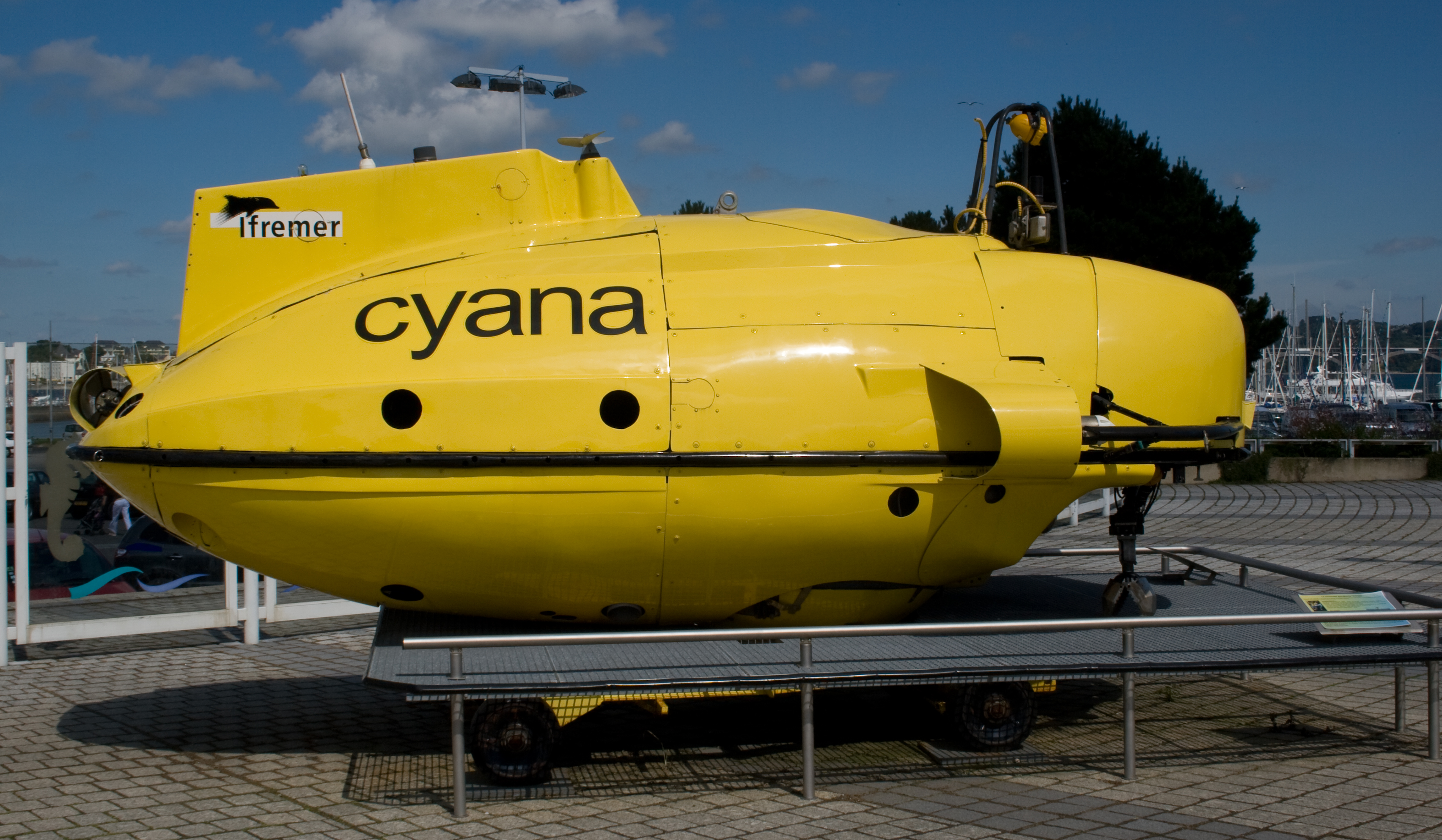
展示されているサイアナ

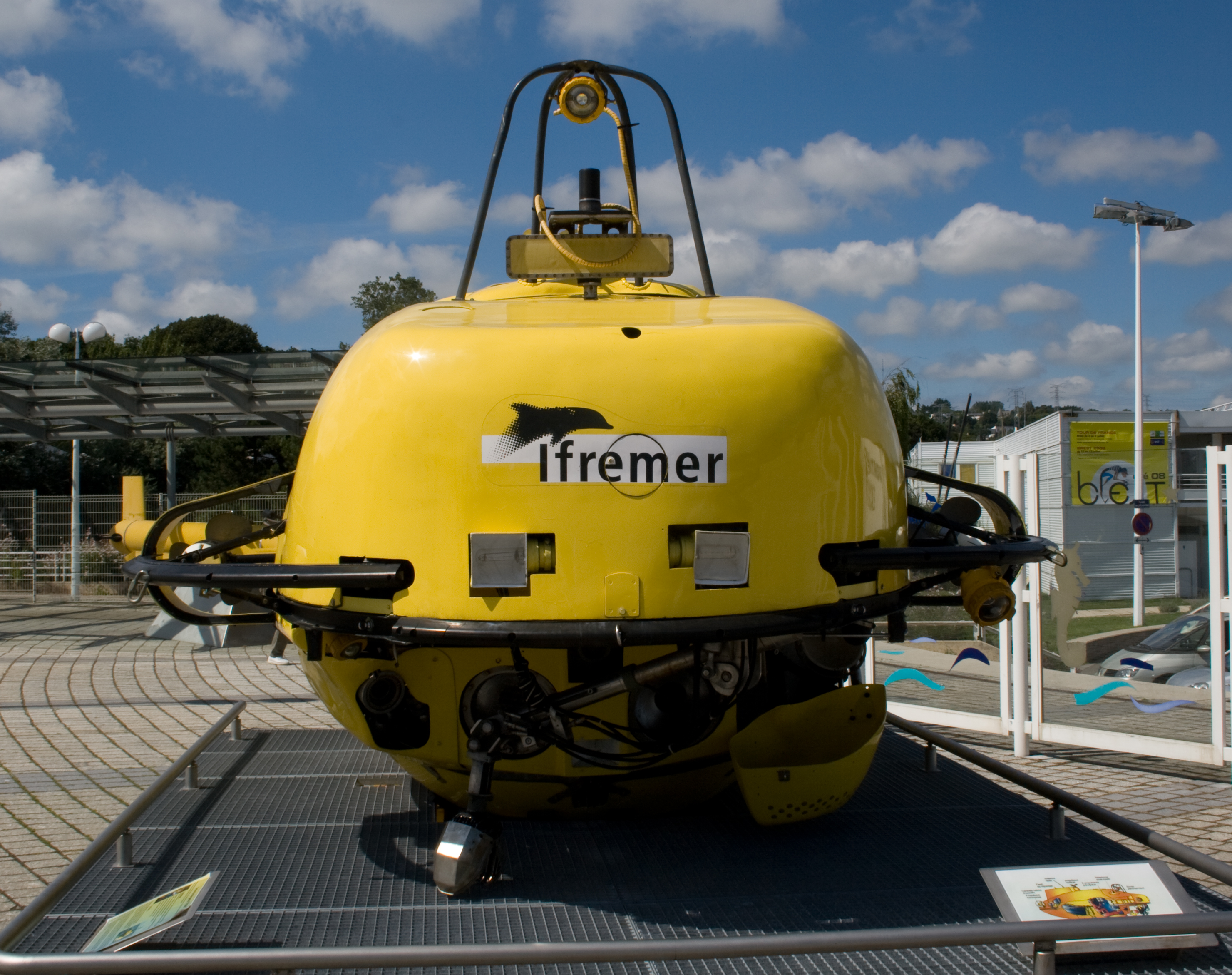
前から見たサイアナ

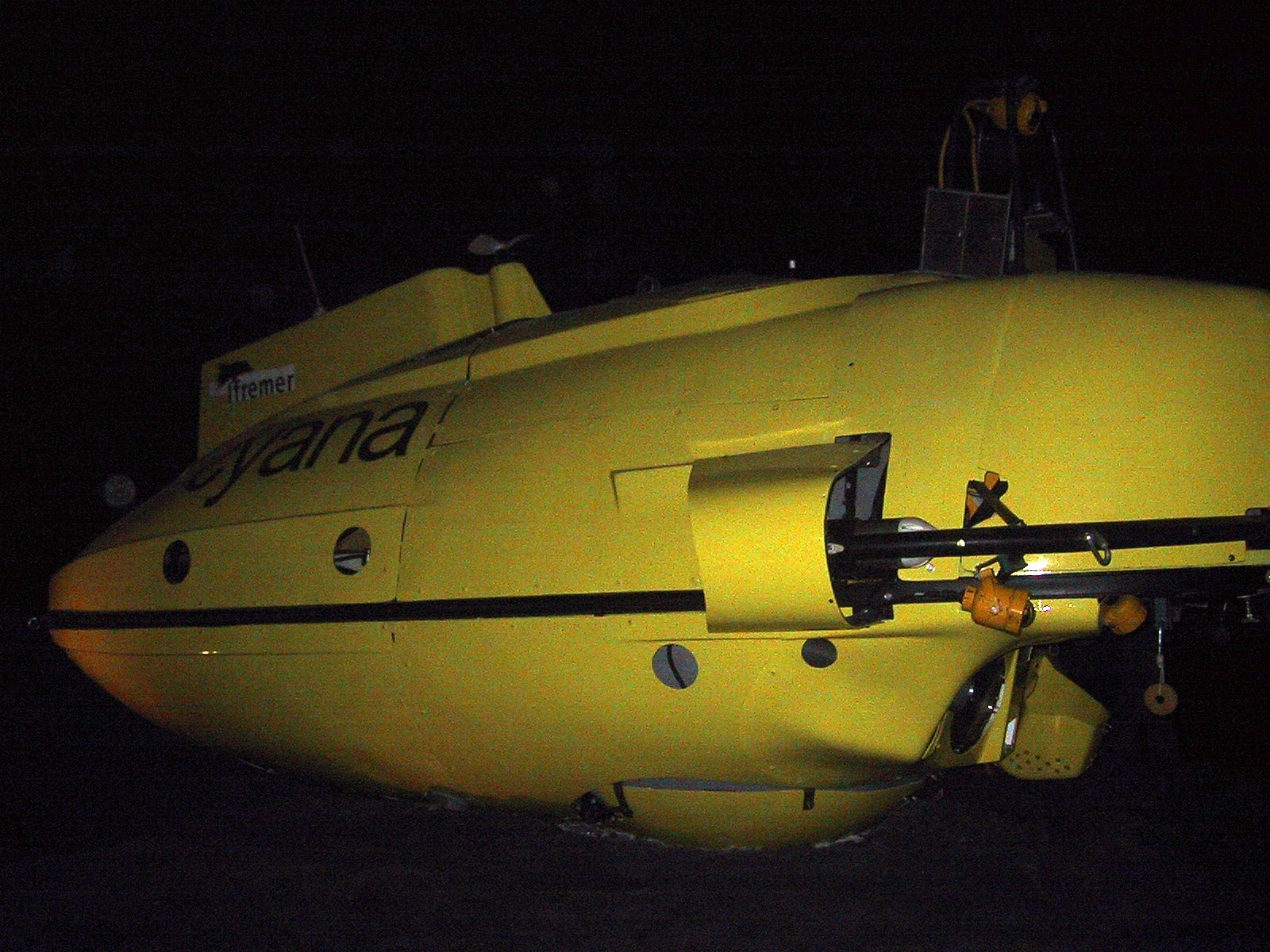
サイアナ

サイアナ（フランス語: Cyana）はフランス国立海洋研究所の潜水艇である。
1969年に3000mまで潜水できる潜水艇として就役した。観測、測定、採取、潜水艦の事故の支援等に使用された。
水上の支援船Nadir,L'Atalante,Le Suroîtの支援によって運用される。
サイアナはGenavirが所有する。
2003年春に退役した。30年以上にわたり1300回以上潜水した。サイアナは2009年の1月以降はシテ・ドゥ・ラ・メール(シェルブール海洋博物館)に展示されている。

## 技術仕様
- 潜水深度 : 3000 m
- 重量 : 9,30 t
- 寸法 :
  - 全長 : 5,70 m
  - 全幅 : 3,20 m
  - 全高 : 2,70 m
- 耐圧殻 :
  - 乗員 : 3人
  - 内径 : 1,94 m
  - 材質 : vascojet 90
  - 窓 : 2個
- 鉛蓄電池 ; 容量 380 Ah 電圧 120 V
- 水銀移動による角度調整 : + 20°, - 40°
- 推進器 : 2基の1,5 kW電動機
  - 速度 : 2ノット
  - 航続距離 : 8 km
- 補助推進器 :
  - 2基の0,6 kWの油圧式推進器: 横方向に1基、垂直方向に1基
- 上昇と下降の速度 : 0,5 m/s
- 活動時間 : 6から10 h
- 油圧装置 : 1
- 通信 :
  - 水中電話
  - 水上用VHFトランシーバ
- 装備 :
  - 1台の音響高度計
  - 1台のパノラミックソナー
  - 3台のカラービデオカメラ(ズーム式3-CCDカメラ1台、固定焦点3-CCDカメラ1台)
  - 3台のビデオ(1台のベータカムSP と2台のS-VHS)
  - 1台の写真カメラ、1 400 Jのフラッシュ
  - 2台の投光器 400 W HMI
  - 5台の投光器 650 W
  - 1台のデータロガー
  - 1台の5自由度(+爪の開閉)のマニピュレータ
  - 1台の30ℓまでの容量のバスケット
- 積載量(バスケット含む) : 50 kg
- 安全装備 :
  - 最大潜行時間 : 120 h
  - 5個の爆破式解除装置
  - 1個の非常追跡装置